# Dong Bang Shin Ki
TVXQ (кит. 東方神起, аббревиатура от Tong Vfang Xien Qi) – южнокорейский поп-дуэт, сформированный в 2003 году компанией SM Entertainment. В состав входят Юнхо и Чханмин. Они также известны как Tohoshinki (кит. 東方神起) и DBSK (кор. 동방신기, аббревиатура от Dong Bang Shin Ki, произносится как «тонбансинги»). В буквальном смысле название переводится как «Восходящие боги Востока».
Сформированные в 2003 году компанией S.M. Entertainment, TVXQ начинали как бойбенд из пяти участников: помимо Юнхо и Чханмина там также состояли Джэджун, Ючхон и Джунсу. Они получили признание в Корее с выходом их дебютного сингла «Hug» в январе 2004 года. В 2006 году был подписан контракт с Avex Trax, и TVXQ дебютировали в Японии с альбомом Heart, Mind and Soul, но публика встретила релиз с умеренным успехом. Международное признание группа получила в конце 2000-х годов с выходом альбомов "O"-Jung.Ban.Hap. (2006) и Mirotic (2008). Последний содержал в себе одноимённый хит «Mirotic», который музыкальные критики признали определяющей песней в корейской музыке. Японский альбом The Secret Code, выпущенный в 2009 году, также получил широкий успех. Однако, несмотря на значительный рост популярности и коммерческого успеха, период 2009−2010 годов оказался для группы достаточно проблематичным: Джэджун, Ючхон и Джунсу подали иски против агентства, чтобы уйти из TVXQ. В составе пяти человек свой последний альбом Best Selection 2010 они выпустили в феврале 2010 года.
После годичного перерыва TVXQ вернулись в составе дуэта с релизом альбома Keep Your Head Down, который занял вершины азиатских чартов сразу после выхода. Далее последовали не менее успешные японские релизы Tone (2011) и Time (2013), а TVXQ признали как одного из самых успешных зарубежных артистов, гастролирующих в Японии. С релизом восьмого японского альбома With (2014) дуэт стал первым и единственным зарубежным артистом, который имеет четыре альбома №1.
Продав более 14 миллиона копий своих альбомов за первые 10 лет карьеры, TVXQ стали одними из самых успешных артистов их поколения. Их часто называют «Звёзды Азии» и «Короли к-попа» не только за ошеломительный успех, но и за значительный вклад в распространение волны «халлю». Согласно данным ведущего японского чарта Oricon, TVXQ имеют наибольшее количество синглов №1 для зарубежного артиста, а также наибольшее количество проданных записей на CD за всё время. Их Time Tour, один из самых кассовых концертных туров 2013 года, стал самым посещаемым для зарубежного артиста в Японии. TVXQ стали первыми иностранными артистами, которые провели тур на пяти крупнейших японских площадках, и стали первыми, кто выступил на стадионе Ниссан. Американское издание Billboard описывает TVXQ как «королевскую элиту к-попа».

## Карьера

### 2003−07: Формирование,Tri-Angle, японский дебют,Rising Sunи"O"-Jung.Ban.Hap.

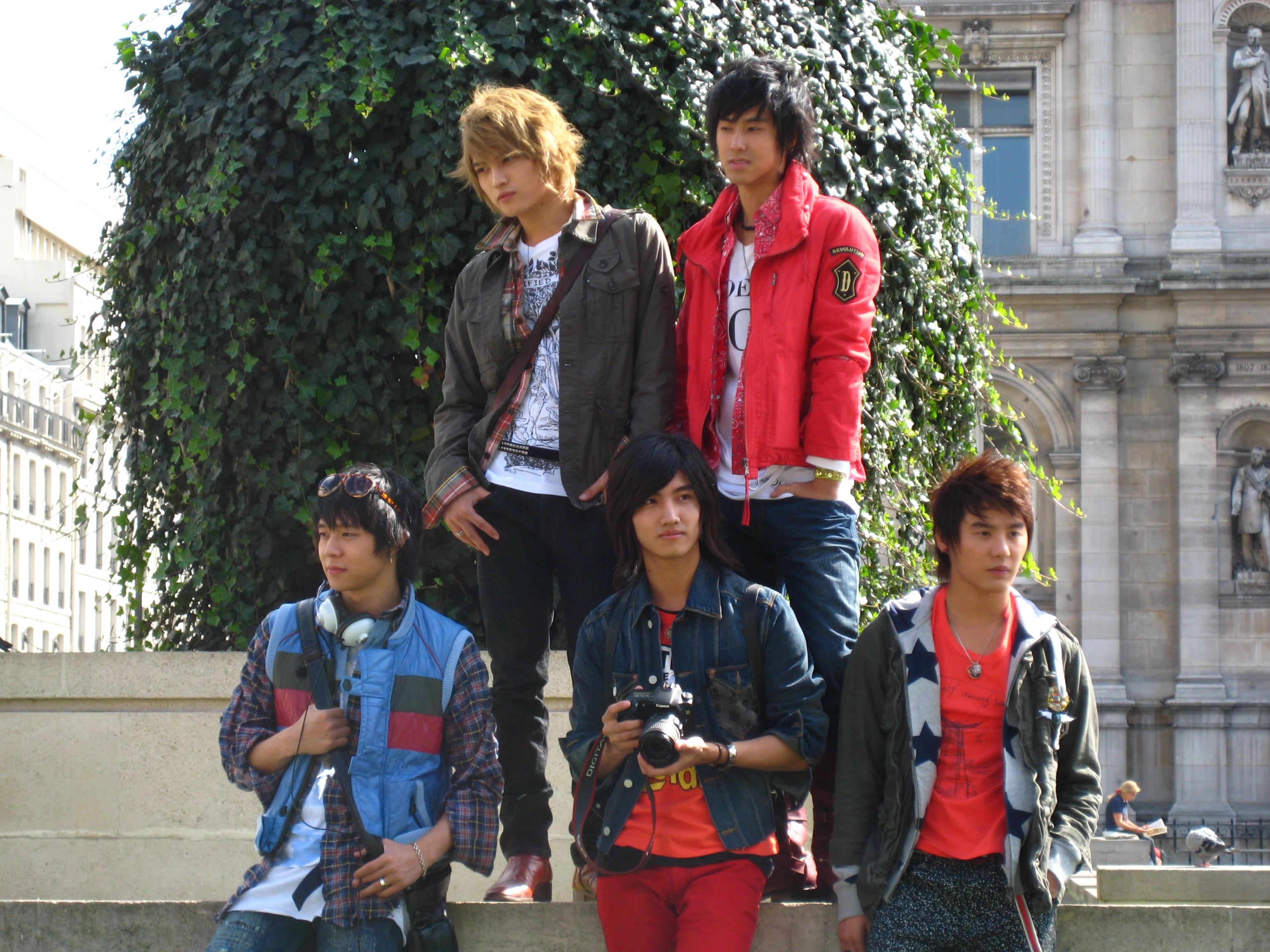
TVXQ в Париже, 2007 год

С распадом H.O.T. и уходом Shinhwa Ли Су Ман, основатель и директор S.M. Entertainment, начал думать о создании бойбенда, который сможет составить конкуренцию на быстро разрастающемся корейском музыкальном рынке. В начале 2003 года он выбрал несколько трейни, которых хотел дебютировать как вокальный и танцевальный юнит. Джунсу, который стажировался в S.M. с 11 лет, изначально должен был дебютировать в качестве сольного исполнителя. Его взяли в R&B-трио с Сонмином и Ынхёком (нынешние участники Super Junior), и впервые они появились на телевидении в шоу «Хичжун против Канты, Сражение века: Поп против Рока». Юнхо, который подписал контракт в 2000 году, не раз становился участником проектов, которые так и не начали своё существование на музыкальной сцене. В 2001 году он участвовал в записи дебютного сингла Даны «Diamond» и выступал на некоторых её концертах. В том же году успешно проходит прослушивание Джэджун. Вместе с Хичхолем и Канином они формируют проект-группу Four Seasons, которая, однако, так и не смогла дебютировать, т.к. Юнхо и Джэджун были выбраны в качестве участников нового бойбенда. В 2005 году Хичхоль и Канин дебютировали в составе Super Junior.
Чханмин, самый младший в группе, стал четвёртым её участником, когда ему было 15 лет. Ючхон был принят в агентство незадолго до дебюта и стал последним в составе. Су Ман лично звонил каждому из трейни, чтобы они собрались вместе для фотосессии, которая в итоге стала брифингом в честь их предстоящего дебюта. Чтобы участники лучше узнали друг друга, их поселили в небольшое общежитие. После нескольких недель тренировок и репетиций парни записали песню «Thanks To», с которой выступили на S.M. New Face Showcase. Юнхо занял позицию лидера.
Во время самых ранних записей у коллектива не было официального названия, поэтому приходилось использовать несколько различных вариантов: SM5, Dream Team, O Jang Yuk Bu (буквально «Пять органов и шесть внутренностей»), Jeon Meok Go («Кит, поедающий легенд») и Dong Bang Bul Pae, корейское имя уся-персонажа «Дунфан Бубай». Они решили оставить последнее и даже получили разрешение от Film Workshop, но менеджмент отклонил использование названия, потому что они смотрелось некрасиво при написании иероглифами ханча. В конечном итоге было решено назвать группу Dong Bang Shin Ki, что посоветовал знакомый Су Мана.
Первое публичное появление TVXQ состоялось 26 декабря 2003 года на шоукейсе БоА и Бритни Спирс, где они впервые исполнили «Hug» и акапелла-версию «O Holy Night» с БоА.
CD-версия «Hug» вышла 14 января 2004 года. Сингл дебютировал на 37 месте в ежемесячном альбомном чарте, продажи составили менее 5 тысяч копий. 6 февраля TVXQ впервые выступили на музыкальном шоу Music Tank, на следующий день состоялось выступление на Inkigayo. Продажи «Hug» значительно возросли после начала промоушена на телевидении, в результате чего 28 марта группа выиграла награду на Inkigayo. В апреле песня одержала победу ещё два раза. 24 июня был выпущен второй сингл «The Way U Are», дебютировавший уже на втором месте альбомного чарта. В следующем месяце TVXQ участвовали в своём первом проекте в рамках SM Town – альбоме 2004 Summer Vacation in SMTown.com. 11 октября был выпущен первый студийный альбом Tri-Angle. Он стал одним из самых продаваемых в 2004 году. Также агентство решило выпускать музыку группы на территориях Китая и Тайваня при поддержке Avex Trax, в результате чего было выпущено специальное издание Tri-Angle, записанное полностью на  севернокитайском языке.
Вдохновленные карьерой БоА в Японии, TVXQ подписали контракт с японским отделом Avex Trax. Специально для продвижения участники изучали японский и переехали в Японию, чтобы заниматься там записью дебютного материала. В апреле 2005 года она выпустили сингл «Stay with Me Tonight» под лейблом Rhythm Zone. В еженедельном сингловом чарте он занял 37 место. Прежде чем вернуться в Корею для подготовки к корейскому камбэку с Rising Sun, в июле был выпущен второй сингл «Somebody to Love», достигший 14 места. Японский дебют TVXQ не был настолько успешным, насколько рассчитывало агентство, сами же участники назвали первые месяцы японского продвижения «сложными». В августе они выступили на ежегодном японском фестивале A-Nation.
Rising Sun был выпущен 12 сентября и стал прорывом в карьере группы, по итогам 2005 года он стал одним из самых продаваемых альбомов. Сингл «Rising Sun» стал хитом и самой узнаваемой песней TVXQ. Год группа закончила с ещё несколькими релизами: японским синглом «My Destiny» и корейским синглом «Show Me Your Love» при участии Super Junior. Последний достиг в альбомном чарте первого места. Rising Sun получил признание публики, в результате чего на M.net KM Music Video Festival TVXQ выиграли одну из трёх главных наград – «Артист Года».
В феврале 2006 года TVXQ начали свой первый азиатский концертный тур – Rising Sun Tour. Состоящий лишь из шести концертов, первые четыре шоу группа провела в Сеуле. 14 июля состоялся концерт в Куала-Лумпур, и TVXQ стали первым корейским коллективом, выступившим там. Последняя остановка была на следующий день в Бангкоке. CD-запись концерта была выпущена в тот же день, а DVD выпустили в январе 2007 года, продажи составили 38 тысяч копий.
8 марта был выпущен четвёртый японский сингл «Asu wa Kuru Kara (明日は来るから)», который стал семнадцатым эндингом для аниме «One Piece. Большой куш». Дебютный студийный альбом Heart, Mind and Soul вышел двумя неделями позже, и попал в альбомном чарте на 25 место, продажи составили более 18 тысяч копий. В апреле TVXQ выпустили свой первый двойной сингл «Rising Sun / Heart, Mind and Soul». Он дебютировал на 22 месте. Чтобы провести промоушен альбома, группа отправилась в свой первый японский тур 1st Live Tour 2006: Heart, Mind and Soul, прошедший с мая по июнь. В общей сложности все 11 концертов посетили 14 800 человек. После тура было выпущено ещё два сингла – «Begin» и «Sky». Последний дебютировал на 6 месте в сингловом чарте, и стал первым  топ-10 в карьере TVXQ.
Деятельность в Корее возобновилась с релизом альбома "O"-Jung.Ban.Hap. 29 сентября. В первые же часы после релиза он оккупировал альбомные чарты и всего за месяц после выхода стал самым продаваемым за весь 2006 год. Успех позволил TVXQ взять несколько наград на различных музыкальных премиях, включая «Артист Года» и «Лучшая группа» на M.net KM Music Festival. Международный успех обеспечил им первую награду в Японии на MTV Video Music Awards Japan.
В ноябре TVXQ вернулись в Японию с восьмым синглом «Miss You / 'O'-Sei-Han-Gō», который стал первым топ-3 в их карьере. В январе 2007 года был анонсирован второй азиатский тур The 2nd Asia Tour: O. Общая посещаемость за все концерты составила 390 тысяч человек.
14 марта они выпустили второй студийный японский альбом Five in the Black, в первую неделю было продано почти 27 тысяч копий. С мая по июнь TVXQ вновь выступали в разных городах Японии, общее число зрителей составило 46 тысяч человек. До окончания концертов было выпущено ещё пять синглов: «Lovin' You», «Summer», «Shine / Ride On», «Forever Love» и «Together». Самым успешным стал «Summer», достигнув второго места в сингловом чарте. Группа также приняла участие в записи тридцать восьмого сингла «Last Angel» Кода Куми, который стал главной темой японского релиза фильма «Обитель зла 3». Выпущенный в ноябре, он дошёл до пиковой третьей строчки синглового чарта, а также выиграл номинацию «Лучшая коллаборация» на MTV Video Music Awards Japan.

### 2008−10: Прорыв в Японии, международный успех сMiroticи изменения в составе
Шестнадцатый японский сингл «Purple Line», выпущенный 15 января 2008 года стал первым синглом TVXQ, дебютировавшим с вершины синглового чарта. Их третий студийный японский альбом T был выпущен неделей позже, продажи составили более 52 тысяч копий. В связи с коммерческим успехом в Японии было решено отложить корейский камбэк. С февраля по март было выпущено пять синглов, которые продвигались как проект «Trick». Каждый содержал сольную композицию одного из участников, а также песню, в которой они принимали участие в процессе создания. С марта по май они также дали несколько концертов. За 17 шоу публика составила 150 тысяч человек, что более чем в три раза превышало посещаемость предыдущего тура. DVD вышло в августе, продажи составили 112 тысяч копий. T также получил золотую сертификацию от RIAJ.
Незадолго после завершения тура, TVXQ выпустили свой двадцать второй японский сингл «Beautiful You / Sennen Koi Uta». Композиция «Sennen Koi Uta» стала опенингом к корейской исторической дораме «Легенда», когда сериал транслировался в Японии. Несмотря на разочаровывающие рейтинги, сингл стал №1, и группа стала первым корейским артистом, выпустившим два сингла №1 в Японии. 16 июля они выпустили ещё один сингл «Dōshite Kimi o Suki ni Natte Shimattandarō?». TVXQ выступили на двадцатой годовщине встречи акционеров Avex и на фестивале A-Nation.
В августе TVXQ вернулись в Корею для подготовки к камбэку с четвертым студийным альбомом Mirotic. В этот раз участники более основательно подошли к процессу создания нового материала: Юнхо написал рэп для некоторых композиций, Джунсу и Чханмин работали над написанием текстов, а Джэджун и Ючхон записали свои сольные треки. Релиз должен был состояться 24 сентября, но из-за слишком большого количества предзаказов выход перенесли на два дня позже. В день релиза Mirotic ворвался на первые строчки чартов, а продажи за первую неделю составили 110 тысяч копий. Лид-сингл «Mirotic» стал самой успешной песней в карьере TVXQ. Ей удалось выиграть девять трофеев на популярных музыкальных шоу (The Music Trend, Music Bank и M!Countdown), а позже зарубежные музыкальные критики назвали композицию определяющей песней в жанре к-поп. Общий тираж проданных копий альбома составил более 600 тысяч, и он стал первым альбомом за последние шесть лет, продажи которого преодолели отметку в полмиллиона в Корее.
В октябре была выпущена японская версия «Mirotic», которая заняла вершину синглового чарта, побив установленный же TVXQ ранее рекорд. Группа стала первой среди всех в к-попе, которую пригласили выступать на ежегодном предновогоднем фестивале Кохаку ута гассэн, и их появление стало одним из самых крупных моментов в японской карьере.
21 января 2009 года был выпущен двадцать пятый японский сингл «Bolero / Kiss the Baby Sky / Wasurenaide», который также стал №1. Композиция «Bolero» стала темой для фильма «Танцуй, Субару!», а участники сыграли в нём эпизодические роли. В феврале стартовал третий азиатский концертный тур The 3rd Asia Tour: Mirotic.
25 марта был выпущен четвёртый японский студийный альбом The Secret Code, который дебютировал на 2 месте альбомного чарта. Он также стал последним полноценно записанным в оригинальном составе TVXQ. Общие же продажи составили 317 тысяч копий, что позволило альбому получить платиновую сертификацию. С мая по июль группа провела свой четвёртый японский тур The 4th Live Tour 2009: The Secret Code. Последние два концерта состоялись в Токио Доум, что сделало TVXQ первой корейской группой, выступившей там. DVD-запись концерта, выпущенная в сентябре, продалась тиражом в 353 тысячи копий, в то время как предзаказы составили 107 тысяч. Таким образом, TVXQ стали первыми иностранными артистами за последние двадцать лет, сумевшие занять первое место в японском чарте продаж DVD.
В июле Джэджун, Ючхон и Джунсу подали иски против S.M. Entertainment, аргументируя это тем, что их тринадцатилетние эксклюзивные контракты были слишком долгими, расписание деятельности составлялось без решения самих участников, а доходы распределялись неравномерно. В октябре Сеульский суд обеспечил трио запрет на действие контракта, и будущая деятельность TVXQ в Корее стояла под вопросом. В ноябре Юнхо и Чханмин выпустили заявление в поддержку S.M., а также призвали остальных участников как можно скорее решить проблемы с менеджментом, если они хотят продолжать карьеру как участники группы. Как результат, концерт в Шэньчжэне был отменён за неделю до его начала, что означало фактический конец тура. Несмотря на запрет, Джэджун, Ючхон и Джунсу продолжали деятельность в составе TVXQ в Японии, они выпускали синглы вплоть до начала 2010 года. Последнее выступление в полном составе состоялось 31 декабря на Кохаку ута гассэн, где они исполнили сингл «Stand by U».
27 января 2010 года был выпущен двадцать девятый японский сингл «Break Out!». Он стал №1 в сингловом чарте и побил четырнадцатилетний рекорд Элтона Джона по продажам среди иностранных артистов. 17 февраля был выпущен сборник хитов Best Selection 2010. В первую неделю было продано более 400 тысяч копий, и позже RIAJ присудил пластинке двойной платиновый статус. 24 марта был выпущен японский сингл «Toki o Tomete», ставший последним, записанным TVXQ в полном составе.
3 апреля Avex выпустили заявление касательно японской деятельности группы, в котором было сказано, что каждый участник займётся сольной карьерой. Однако уже неделю спустя было объявлено о формировании специального юнита с Джэджуном, Ючхоном и Джунсу – позднее известным как JYJ – что означало о перерыве в деятельности уже Юнхо и Чханмина. После этого S.M. Entertainment подали в суд иск, чтобы JYJ подтвердили свои контракты. В июне уже JYJ подали иск, дабы аннулировать свои эксклюзивные контракты с бывшим агентством. В дальнейшем S.M. пытался осудить как трио, так и их новое агентство C-JeS, а Юнхо и Чханмин продолжали хранить молчание на протяжении всех судебных тяжд. 30 июля Avex сборник хитов Complete Set Limited Box.
Спустя несколько месяцев затишья, Юнхо и Чханмин впервые появились 21 августа в Сеуле на первом концерте SM Town Live '10 World Tour, где выступили с перезаписанными версиями старых песен TVXQ. Их выступление получило от публики широкую поддержку, что также означало, что поклонники поддержат и дальнейшую деятельность. Были мысли добавить новых участников, но Ли Су Ман решил, что в будущем TVXQ будут выступать как дуэт. Через некоторое время после концерта Юнхо и Чханмин уже приступили к записи нового альбома, и начали сотрудничать с новыми продюсерами – E-Tribe и Outsidaz. В сентябре Avex прекратили поддерживать JYJ и выразили свою поддержку уже оставшимся участникам TVXQ, и 24 ноября стало известно, что дуэт подписал новый контракт с Avex Trax, дочерним лейблом Rhythm Zone.

### 2011:Keep Your Head DownиTone
Пятый корейский студийный альбом Keep Your Head Down, ознаменовавший возвращение TVXQ в качестве дуэта, был выпущен 5 января 2011 года. Он дебютировал на первом месте в альбомном чарте Gaon и сохранял свою позицию на второй неделе пребывания. За первую половину года было продано 230 922 копии, что позволило ему выиграть номинацию «Альбом Года (Первый квартал)» на Gaon Chart K-Pop Awards. Одноимённый сингл также хорошо держался в чартах, и дуэт одержал семь побед на различных музыкальных шоу. Японская его версия была выпущена 26 января, и вскоре стала вторым самым продаваемым японским синглом TVXQ. В марте альбом был переиздан вместе с синглом «Before U Go». Before U Go достиг 9 места в альбомном чарте и стал третьим самым продаваемым в Корее за 2011 год.
```
«Это песня о мыслях мужчины к женщине, которая ушла от него. Иногда мы можем думать, что песня рассказывает о нашей собственной истории. В этом случае подобное полностью зависит от наших мыслей» 
```

Во время промоушена Юнхо и Чханмин впервые поделились мыслями по поводу годичного перерыва и ухода других участников. Юнхо сказал, что у JYJ были «чрезмерно глубокие конфликты» с их агентством, а также у них были непримиримые разногласия по поводу карьеры. Чханмин добавил, что команда работала очень усердно, поэтому они чувствовали, что наконец «могли пожинать плоды [своего] труда», но вместо этого чувствовали себя обременённо, последний раз выступая вместе. JYJ же в свою очередь ответили, что не жалеют о решении покинуть S.M. Текст «Keep Your Head Down» попал под пристальное внимание СМИ с утверждением, что он был направлен на JYJ; TVXQ сказали, что песня не имеет каких-либо отсылок, и что схожие утверждения будут даже в том случае, если у композиции будет и другое название, и совершенно другой текст.
В июле был выпущен тридцать второй японский сингл «Superstar», который уже к концу месяца получил золотую сертификацию от RIAJ. Вплоть до августа дуэт гастролировал по Японии в рамках летних концертов A-Nation. В Токио они закрывали шоу, тем самым прервав череду восьмилетних выступлений Аюми Хамасаки. 28 сентября был выпущен пятый японский студийный альбом Tone, ставший первым №1 студийным альбомом для дуэта. В первую неделю продажи составили более 200 тысяч копий, и уже на второй пластинке присудили платиновую сертификацию. TVXQ стали вторыми иностранными артистами после Bon Jovi с их альбомом Crush (2000), достигнувшими подобного результата.
В последующие месяцы дуэт активно выступал на различных фестивалях корейской музыки по всему миру. 3 октября состоялось выступление на Hallyu Dream Concert. 9 октября они выступили на New York-Korea Festival в честь 20-летия с момента вступления Кореи в ООН. 23 октября в рамках мирового тура SM Town они выступили на Мэдисон-сквер-гарден. 12 ноября TVXQ участвовали в фестивале корейской музыки в Сиднее.
Новый японский рождественский сингл «Winter» был выпущен 30 ноября. Трек «Winter Rose» был выбран для рекламы бренда Winter Gift. TVXQ приняли участие в записи специального зимнего альбома 2011 Winter SMTown – The Warmest Gift вместе с другими артистами S.M. 31 декабря дуэт вновь выступил на Кохаку ута гассэн, впервые с момента ухода трёх участников, что также привлекло значительное внимание СМИ.

### 2012−13: Пик карьерного успеха в Японии,Catch Me,Timeи туры

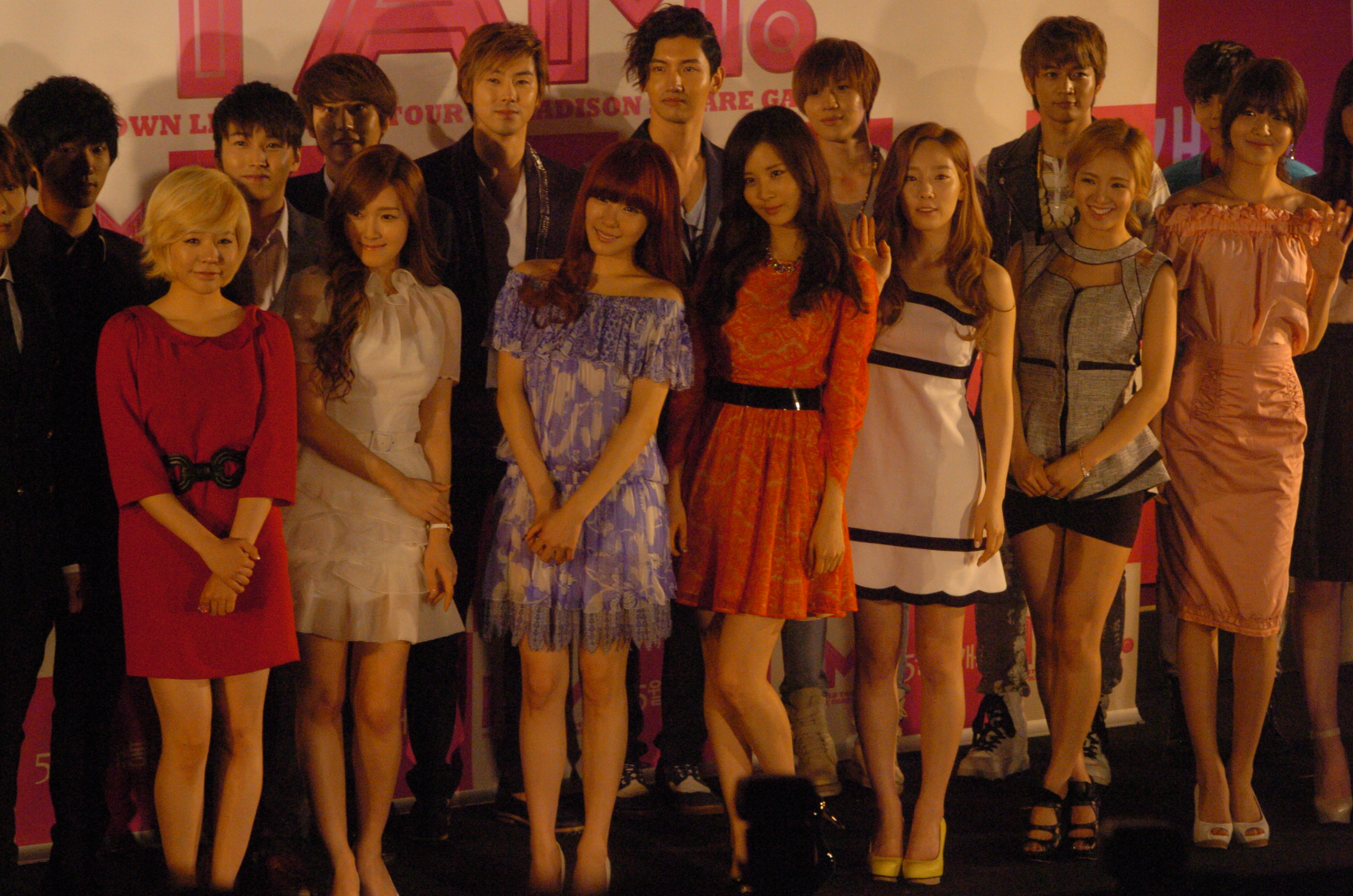
TVXQ, Super Junior, Girls’ Generation и SHINee на шоукейсе в честь выхода фильма «Это Я», 2012 год

В январе 2012 года TVXQ начали свой японский тур Tone Tour, который стал первым после ухода Джэджуна, Ючхона и Джунсу. Билеты были полностью распроданы всего за несколько минут. Проведя в общей сложности 26 концертов, посещаемость составила более 550 тысяч человек, что вдвое больше посещаемости их тура The Secret Code 2009 года. TVXQ стали третьими иностранными артистами после Майкла Джексона и Backstreet Boys, выступившими в Токио Доум три дня подряд с общей посещаемостью более 165 тысяч человек. Посещаемость тура была наибольшей для корейских артистов в то время, пока в 2013 году дуэт не побил свой же рекорд уже с Time Tour.
В марте был выпущен тридцать четвёртый японский сингл «Still», и TVXQ стали первыми иностранными артистами, выпустившими десять синглов №1 в Японии. В июле дуэт стал первым иностранным артистом, который продал более 3,1 миллиона копий своих CD-синглов, тем самым побив почти одиннадцатилетний рекорд дуэта The Carpenters. TVXQ также провели специальный фан-тур The Mission, привлекший более 100 тысяч поклонников.
В сентябре дуэт возвращаются в Корею с релизом шестого корейского студийного альбома Catch Me и анонсом очередного мирового тура – Catch Me: Live World Tour. На музыкальных сервисах альбом был выпущен 24 сентября, а уже через два дня появился на прилавках обычных магазинов. Он стал вторым №1 для Юнхо и Чханмина и пятым для TVXQ. Catch Me на протяжении трёх недель держался на вершине альбомного чарта. 26 ноября вышло переиздание Humanoids, который также стал №1. Через два дня после выпуска переиздания S.M. и JYJ вновь подали друг на друга иски и достигли соглашения, согласно которому эксклюзивные контракты участников были аннулированы в июле 2009 года, а также обе стороны не будут противостоять деятельности друг друга.
16 января 2013 года через официальный японский сайт был анонсирован выход нового альбома Time, назначенный на 6 марта. За месяц было продано более 277 тысяч копий, что стало лучшим результатом дуэта. Японская версия «Catch Me», ставшая синглом, разошлась тиражом свыше 137 тысяч копий, и TVXQ стали первыми иностранными артистами, имеющими 12 синглов №1 в чарте Oricon. В марте они участвовали в записи трибьют-альбома японской группы TRF, посвященному их 20-летию на сцене, и стали единственными корейскими артистами, участвовавшими в этом проекте.
Дуэт установил несколько рекордов с началом своего японского тура Time Tour, первый концерт которого состоялся в апреле на Сайтама Супер Арене. TVXQ стали первыми корейскими и четвёртыми иностранными артистами, которые провели доум-тур на пяти крупных японских площадках. Они также стали первыми хэдлайнерами концерта на стадионе Ниссан. Общая посещаемость за все концерты составила 850 тысяч человек. Прибыль составила 90 миллионов долларов, побив рекорд Tone Tour.
26 и 27 декабря были проведены концерты Time Slip в Международном выставочном центре Кореи, чтобы отпраздновать десятилетие со дня дебюта.

### 2014−15: Десятая годовщина и служба в армии
Представленный как альбом, приуроченный к годовщине дебюта, TVXQ выпустили свой седьмой корейский студийный альбом Tense в январе 2014 года. Он дебютировал на вершине альбомного чарта, в первую неделю было продано свыше 73 тысяч копий. За месяц продажи составили 194 198 копий, что сделало Tense самым продаваемым альбомом за январь. Музыкальные критики встретили релиз с восхищением, отметив, что на тот момент это лучший альбом дуэта. Музыкально Tense сочетает в себе элементы поп-музыки с неосоулом, и представляет более зрелое творчество в сравнении с ранними релизами. Сингл «Something» представлен в жанре свинга. Он дебютировал с четвёртого места в сингловом чарте и с седьмого в Korea K-Pop Hot 100, что стало наилучшим результатом дуэта. 5 февраля была выпущена японская версия с песней «Hide & Seek». В том же месяце был анонсировал ещё один корейский сингл «Spellbound» с расширенной одноимённой версии юбилейного альбома, который был выпущен 27 февраля. Переиздание дебютировало на второй строчке альбомного чарта, продажи за первые два дня составили более 61 тысячи копий.
5 марта был выпущен седьмой японский студийный альбом Tree. В первую неделю было продано 225 тысяч копий, что позволило релизу дебютировать с вершины альбомного чарта. TVXQ стали первой иностранной группой, три последовательных альбома которых разошлись тиражом более 200 тысяч копий в первую неделю в Японии, тем самым побив тринадцатилетний рекорд Bon Jovi. Дуэт продолжил устанавливать многочисленные рекорды с началом очередного японского тура, прошедшего с апреля по июнь. Общая посещаемость составила более 600 тысяч человек, и TVXQ стали первыми иностранными артистами, которые смогли собрать столь большую аудиторию на всех концертах за последние три года, суммарно количество перевалило за 2 миллиона зрителей.
30 августа был анонсирован второй доум-тур, который также приурочен к десятилетию с момента начала карьеры в Японии. Восьмой японский студийный альбом With был выпущен 17 декабря. With разошёлся тиражом в 233 тысячи копий в первую неделю, и стал №1 в альбомном чарте. Дуэт также анонсировал концертный тур Tistory: Special Live Tour, чтобы отметить своё десятилетие в корейской музыкальной индустрии. 26 декабря, на одиннадцатую годовщину со дня дебюта, восковые фигуры TVXQ были установлены в Музее мадам Тюссо в Шанхае. К концу года дуэт стал пятым по количеству прибыли в Японии, общий заработок составил почти 4 миллиарда иен.
20 июля 2015 года был выпущен восьмой (неофициально) корейский студийный альбом Rise as God, который стал финальным релизом TVXQ перед уходом в армию. Юнхо и Чханмин записали свои сольные треки. Продажи за июль составили более 148 тысяч копий, что позволило альбому стать №1 в Корее. Перерыв дуэта наступил уже 21 июля, когда Юнхо заступил на службу в Вооружённых силах Республики Корея. Чханмин стал служащим полиции и приступил к исполнению службы 19 ноября.

### 2017−настоящее время:New Chapter #1: The Chance of Love
Юнхо завершил армейскую службу 20 апреля 2017 года, а Чханмин демобилизовался 18 августа. 25 октября был выпущен японский сборник хитов Fine Collection ~Begin Again~.
28 марта 2018 года дуэт официально вернулся на корейскую сцену с релизом альбома New Chapter #1: The Chance of Love.

## Дискография
| - Tri-Angle (2004) - Rising Sun (2005) - "O"-Jung.Ban.Hap. (2006) - Mirotic (2009) - Keep Your Head Down (2011) - Catch Me (2012) - Tense (2014) - Rise as God (2015) - New Chapter #1: The Chance of Love (2018) - New Chapter #2: The Truth of Love - 15th Anniversary Special Album (2018) | - Heart, Mind and Soul (2006) - Five in the Black (2007) - T (2008) - The Secret Code (2009) - Tone (2011) - Time (2013) - Tree (2014) - With (2014) - TOMORROW (2018) - XV (2019) |  |

## Фильмография
Фильмы и дорамы, в которых снимались все пять участников группы:
- 2005 — Banjun Drama
- 2006 — Опасная любовь
- 2006 — Каникулы
- 2006 — Свидание на планете Земля

Фильмы и дорамы, в которых снимался Сим Чханмин:
- 2010 — Афина — богиня войны (приглашенный гость, 4 последних эпизода)
- 2011 — Райское ранчо (главная роль)
- 2011 — Да будет Шоу! (эпизодическая роль)
- 2012 — Хватай золото и беги (роль второго плана)
- 2014 — Мими (главная роль)
- 2015 — Учёный, гуляющий ночью (главная роль)

Фильмы и дорамы, в которых снимался Чон Юнхо:
- 2005 — Радужный роман (приглашенный гость)
- 2009 — Точный пас (главная роль)
- 2011 — Да будет Шоу! (эпизодическая роль)
- 2011 — Посейдон (актёр второго плана)
- 2013 — Королева амбиций (актёр второго плана)
- 2013 — Сделай шаг: лови момент (актёр второго плана)
- 2014 — Дневник ночного дозора (главная роль)

Фильмы и дорамы, в которых снимался Ким Джэджун:
- 2004 — 38-я параллель (эпизодическая роль)
- 2010 — Трудно быть честным (главная роль)
- 2010 — Небесный почтальон (главная роль)
- 2011 — Защитить босса (главная роль)
- 2011 — Небесный почтальон (японское издание) (главная роль)
- 2012 — Шакал идет (главная роль)
- 2012 — Доктор Джин: Путешествие во времени (роль второго плана)
- 2014 — Треугольник (главная роль)

Фильмы и дорамы, в которых снимался Пак Ючхон:
- 2005 — Радужный роман (приглашенный гость)
- 2010 — Скандал в Сонгюнгване (главная роль)
- 2011 — Мисс Рипли (главная роль)
- 2012 — Принц, который живёт на крыше (главная роль)
- 2012 — Я скучаю по тебе (главная роль)
- 2014 — Три дня (главная роль)
- 2014 — Морской туман (главная роль)
- 2015 — Девушка, которая видит запахи (главная роль)

Фильмы и дорамы, в которых снимался Ким Джунсу:
- 2011 — Запах женщины (эпизодическая роль, 5я серия)

## Фан-клуб

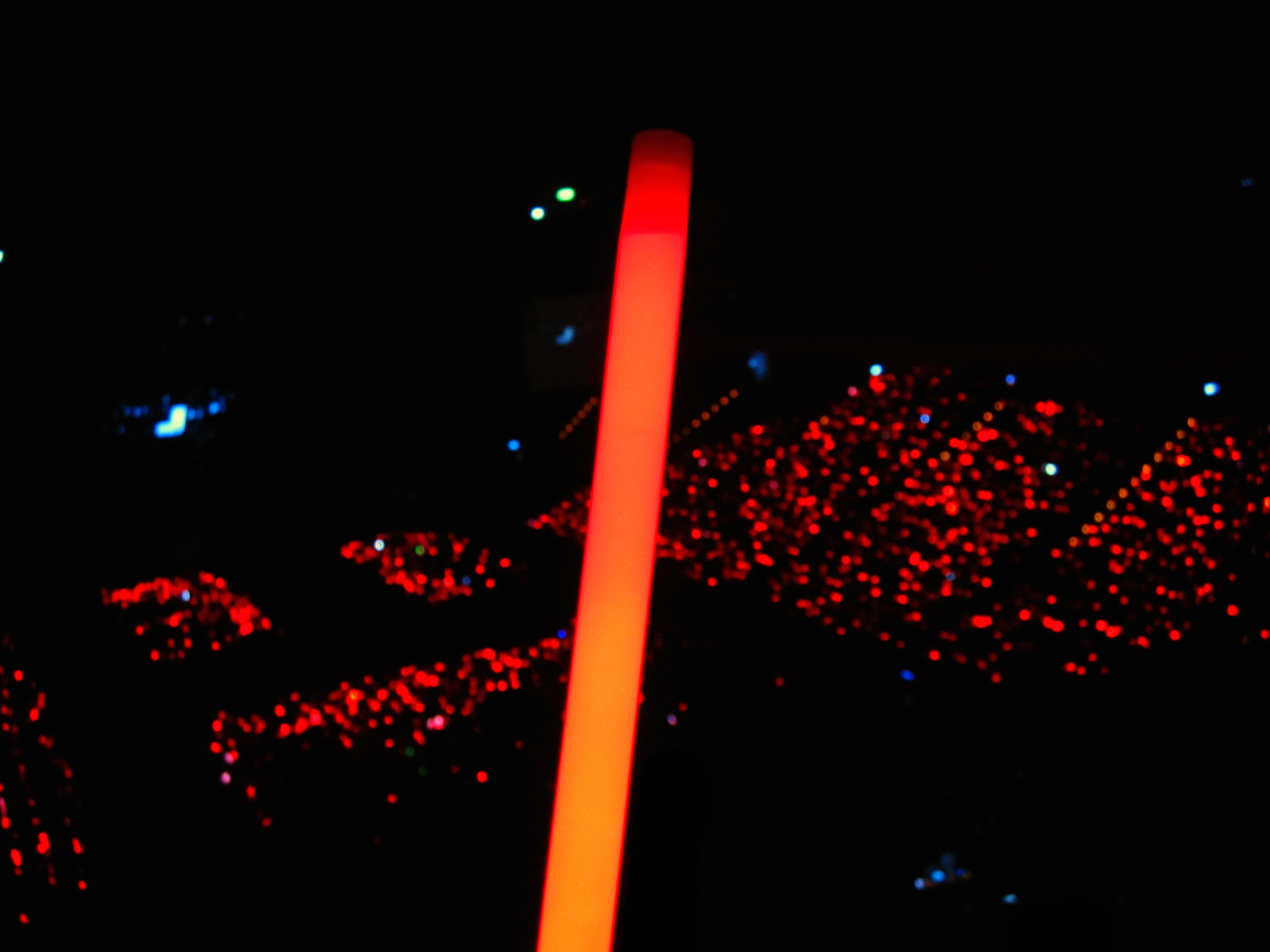
Красные лайтстики, используемые фанатами на концертах TVXQ

Официальное название фан-клуба TVXQ в Корее – Кассиопея, в Японии – Bigeast. Официальный цвет – красный. В 2008 году, согласно новостным источникам, Кассиопея были помещены в Книгу рекордов Гиннесса как «самый большой фан-клуб в мире» с более чем 800 тысячами официальных его членов. Однако, позднее руководство книги заявило, что «у нас есть категория для самого большого фан-клуба, но никакой рекорд ещё не был поставлен, и нам не предоставили никаких доказательств». TVXQ также должны были попасть в категорию «Самые фотографируемые знаменитости в мире», но это также было опровергнуто.
Когда Джэджун, Ючхон и Джунсу направили свои иски против S.M., 120 тысяч фанатов группы направили петицию в Сеульский суд против долгосрочных контрактов агентства. Кассиопея также требовали от S.M. компенсации за отменённый концерт SM Town, в то время как и TVXQ, и агентство подтвердили, что шоу пройдёт, как и было запланировано. Концерт отменили за неделю до того, как он должен был состояться.

## Концерты и туры
| - Rising Sun: 1st Asia Tour (2006) - "O": 2nd Asia Tour (2007–08) - Mirotic: 3rd Asia Tour (2009) - Catch Me: Live World Tour (2012–13) - Tistory: Special Live Tour (2014–15) - Special Comeback Live: Your Present (2017) - Circle Tour (2018) - Korean Music Festival (2004, 2008, 2015) - A-Nation (2005–09, 2011–14) - SM Summer Town Festival (2006) - SMTown Summer Concert (2007) - SMTown Week: Time Slip (2013) | - Heart, Mind and Soul: Live Tour (2006) - Five in the Black: Live Tour (2007) - T: Live Tour (2008) - The Secret Code: Live Tour (2009) - Tone: Live Tour (2012) - Time: Live Tour (2013) - Tree: Live Tour (2014) - With: Live Tour (2015) - Begin Again: Live Tour (2017–18) |  |

## Награды и номинации
Смотрите статью Список наград и номинаций DBSK в английской версии